# Suimanga de Johanna
El suimanga de Johanna (Cinnyris johannae) és un ocell de la família dels nectarínids (Nectariniidae).

## Hàbitat i distribució
Viu als clars del bosc de Guinea, sud de Mali, Sierra Leone, Libèria, Costa d'Ivori, Ghana, Nigèria, Camerun i est, nord i nord-est de la República Democràtica del Congo, Guinea Equatorial, el Gabon, República del Congo.